# Oxyopes ningxiaensis
Oxyopes ningxiaensis är en spindelart som beskrevs av Tang och Song 1990. Oxyopes ningxiaensis ingår i släktet Oxyopes och familjen lospindlar. Inga underarter finns listade i Catalogue of Life.